# Linwu

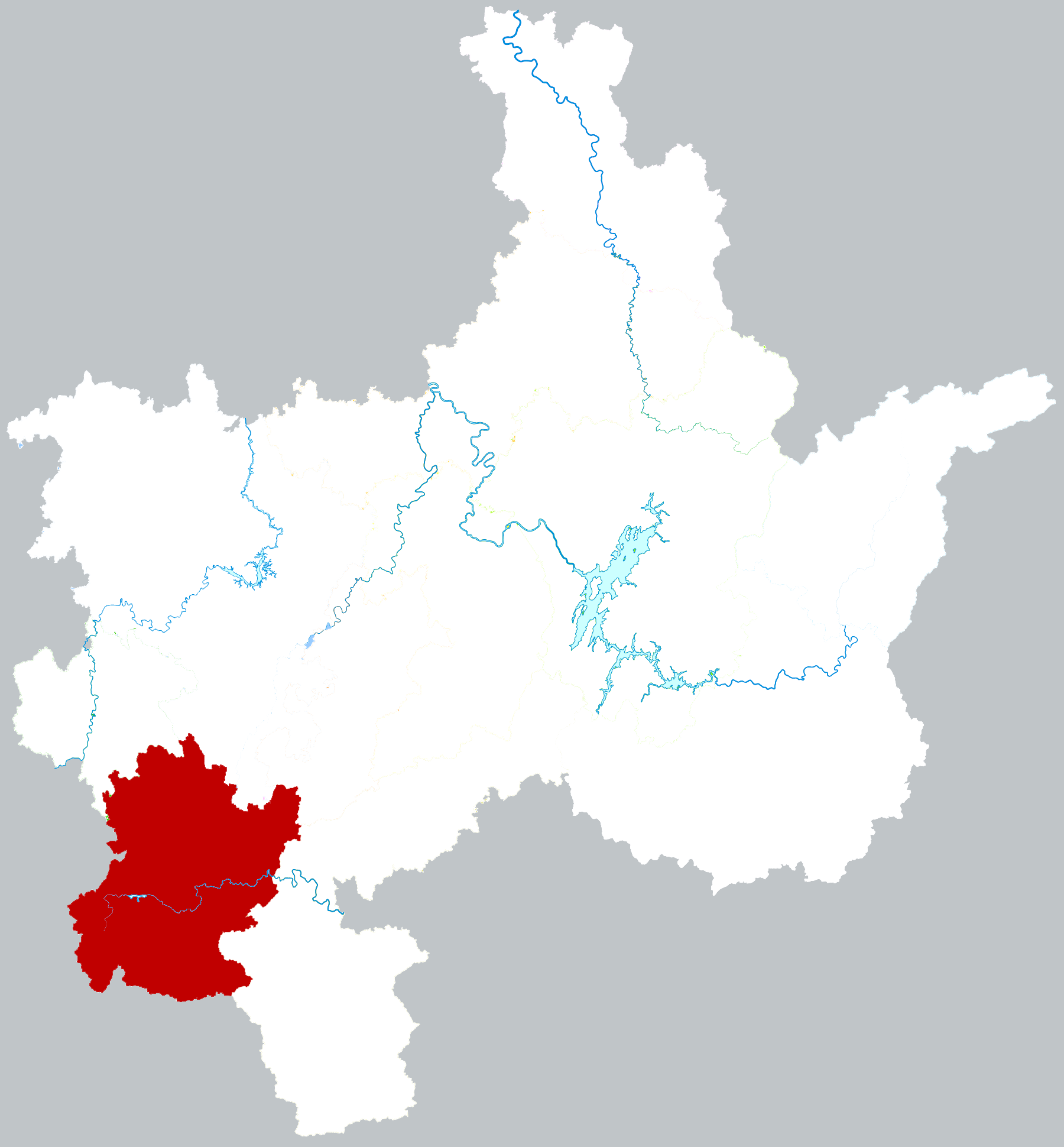
Lage des Bezirks Linwu in der Stadt Chenzhou, China

Der Kreis Linwu (临武县,  Línwǔ Xiàn) ist ein Kreis der bezirksfreien Stadt Chenzhou (郴州) im Südosten der chinesischen Provinz Hunan. Er hat eine Fläche von 1.375 Quadratkilometern und zählt 346.800 Einwohner (Stand: Ende 2018). Hauptort ist die Großgemeinde Chengguan 城关镇.

## Administrative Gliederung
Auf Gemeindeebene setzt sich der Kreis aus fünf Großgemeinden und siebzehn Gemeinden (davon eine der Yao) zusammen. 